# Selección de fútbol de Cascadia
La selección de fútbol de Cascadia es el equipo de fútbol  que representa a la región de Cascadia de los Estados Unidos y Canadá y está controlado por la Federación de Fútbol de la Asociación de Cascadia (CAFF). El equipo está compuesto por jugadores de los Estados de Oregón, Washington y la provincia canadiense de Columbia Británica. La misión declarada del equipo es "... permitir que Cascadia sea una entidad cultural distinta, una biorregión aislada y una sociedad en crecimiento con intereses comunes para ser representados a nivel internacional en este deporte que a todos nos apasiona". Cascadia es un miembro de ConIFA. Cascadia no es miembro de la FIFA ni de ninguna confederación o subconcesión, ya que la región es totalmente parte de los Estados Unidos y Canadá. Sin embargo, la CAFF no se opone a esas organizaciones y se ve a sí mismo como un equipo representativo regional no perteneciente a la FIFA.
Se espera que el equipo ayude a exponer a más jugadores de la región a la competencia internacional, así como fomentar una conexión entre la cultura de Cascadia con otras regiones y pueblos de todo el mundo. Cascadia participó en la Copa Mundial de Fútbol  de ConIFA de 2018, llegando a los cuartos de final como segunda de su grupo.
El objetivo del equipo es cultural y deportivo, no político, ya que hay muchas ideas diferentes sobre el futuro económico y político común de Cascadia. Ni la CAFF ni el equipo tienen ninguna postura oficial en el movimiento de independencia de Cascadia.

## Historia
La idea de un equipo de fútbol representativo de Cascadia existió mucho antes de que el fundador de la CAFF y sus amigos discutieran por primera vez la posibilidad. Las personas en foros de discusión de fútbol en internet discutieron la posibilidad ya en 2011. A principios de 2012, una camiseta de fútbol Adidas Cascadia fue diseñada por Kelly Dews y vendida a través del grupo Cascadia Trifecta en Facebook a los seguidores y fanáticos de los tres equipos cascadianos en la MLS: Vancouver Whitecaps FC, Seattle Sounders FC y Portland Timbers.
La primera carrera de estas camisetas fue muy popular y fue visible en los partidos de toda la región.
Luego de los Juegos Olímpicos de Londres 2012 y de los atletas de Cascadia, el actual presidente de la CAFF, Leonard Laymon, y otros comenzaron a investigar qué se necesitaría para formar un equipo representativo regional no perteneciente a la FIFA.
En agosto de 2012, se tomó la decisión de seguir adelante con la creación de un equipo de ese tipo, y se establecieron contactos con la comunidad de fútbol que no pertenece a la FIFA.
En enero de 2013, CAFF convocó su primera Reunión General en la sede de Golazo Energy en Seattle. En esta reunión, se eligió a la junta directiva de CAFF y se ratificaron sus estatutos y requisitos de elegibilidad del equipo, mediante votación. También se determinó en una votación de la junta de la CAFF después de la reunión que Cascadia enviaría un representante al General anual de la Junta de la NF-Board en Munich, Alemania, a fines del mes próximo. Una campaña de Indiegogo recaudó los fondos para el proceso de solicitud en menos de una semana.
En febrero de 2013, Sascha Tillmanns fue elegido como representante europeo de Cascadia e inicialmente enviado a la reunión para entregar los documentos de solicitud de la CAFF, expresar el interés de Cascadia en unirse al Consejo de Administración N. y ayudar a CAFF a comprender cuáles deberían ser sus próximos pasos. A Tillmanns le pidieron en la reunión que diese una presentación sobre Cascadia y ésta fue bien recibida.

## Partidos

### Copa Mundial de Fútbol de ConIFA
| Fecha              | Estadio                 | Lugar                   |          | Rival              | Resultado      |
| ------------------ | ----------------------- | ----------------------- | -------- | ------------------ | -------------- |
| 31 de mayo de 2018 | Gander Green Lane       | Sutton, Inglaterra      | Cascadia | Ellan Vannin       | 1-4            |
| 2 de junio de 2018 | Colston Avenue          | Carshalton, Inglaterra  | Cascadia | Barawe             | 2-1            |
| 3 de junio de 2018 | St Paul's Sports Ground | Rotherhithe, Inglaterra | Cascadia | Tamil Eelam        | 6-0            |
| 5 de junio de 2018 | Gander Green Lane       | Sutton, Inglaterra      | Cascadia | Kárpátalja         | 1-3            |
| 7 de junio de 2018 | SHayes Lane             | Bromley, Inglaterra     | Cascadia | Armenia Occidental | 4-0            |
| 9 de junio de 2018 | St Paul's Sports Ground | Rotherhithe, Inglaterra | Cascadia | Panjab             | 3-3 (pen. 4-3) |

### Amistosos
| Fecha               | Estadio                | Lugar                 |          | Rival        | Resultado |
| ------------------- | ---------------------- | --------------------- | -------- | ------------ | --------- |
| 25 de mayo de 2019  | Church Road            | Surrey, Inglaterra    | Cascadia | Islas Chagos | 6-3       |
| 27 de julio de 2019 | French Field           | Kent, Estados Unidos  | Cascadia | Darfur       | 8-1       |
| 24 de mayo de 2021  | Northwood Park Stadium | Northwood, Inglaterra | Cascadia | Cornualles   | 1-8       |

### Southern Frontier Cup
| Fecha              | Estadio     | Lugar              |          | Rival | Resultado |
| ------------------ | ----------- | ------------------ | -------- | ----- | --------- |
| 29 de mayo de 2021 | Church Road | Surrey, Inglaterra | Cascadia | TBD   | -         |
| 30 de mayo de 2021 | Church Road | Surrey, Inglaterra | Cascadia | TBD   | -         |

## Desempeño en competiciones

### Copa Mundial de ConIFA
| Año   | Posición         | PJ               | PG               | PE               | PP               | GF               | GC               | DG               |
| ----- | ---------------- | ---------------- | ---------------- | ---------------- | ---------------- | ---------------- | ---------------- | ---------------- |
| 2014  | No participó     | No participó     | No participó     | No participó     | No participó     | No participó     | No participó     | No participó     |
| 2016  | No participó     | No participó     | No participó     | No participó     | No participó     | No participó     | No participó     | No participó     |
| 2018  | 6º               | 6                | 3                | 1                | 2                | 17               | 11               | +6               |
| 2020  | Evento cancelado | Evento cancelado | Evento cancelado | Evento cancelado | Evento cancelado | Evento cancelado | Evento cancelado | Evento cancelado |
| Total | 1/4              | 6                | 3                | 1                | 2                | 17               | 11               | +6               |